# Справжні ківсяки
Справжні ківсяки (Julidae) — родина ряду ківсяки, широко представлена в західній Палеарктиці, зокрема в Україні. Налічує близько 600 видів.

## Опис
Тіло відносно товсте, не дуже довге, приблизно в 10 разів довше за свою товщину. Ківсяки родини мають розвинені очі.

## Спосіб життя
Представники родини зустрічаються в опалому листі, напіврозкладених рослинних залишках. Деякі види ґрунтові або мешкають під корою мертвої деревини (пні, трухляві стовбури). Значна кількість видів здатні жити на культивованих ґрунтах, в агроценозах, у містах тощо.

## Різноманіття і поширення
Родина поділяється на 88 родів. Близько 600 видів зустрічаються в основному в західній Палеарктиці: Європі (найбільш багатий на види регіон — 60 родів, більше 500 видів), Північній Африці, Північній Америці. Декілька видів відомі з Далекого Сходу і Субсахарської Африки. Систематика триб та підродин на початок 2010-х років перебуває у стані перегляду..
Європейський вид Archiboreoiulus pallidus, що поширений і в Україні, може суттєво пошкоджувати овочеві культури на городах і в теплицях. Цей шкідник іноді зустрічається у кількості понад 1500 екземплярів на 1 м2.

## Викопні види
У балтійському бурштині знайдено залишки олігоценового виду Julus laevigatus, який належить до родини справжніх ківсяків, віком більше 30 мільйонів років.  Також декілька викопних видів родини відомі з четвертинних відкладів у Європі та США.